# Монтклер (Вірджинія)
Монтклер (англ. Montclair) — переписна місцевість (CDP) в США, в окрузі Принс-Вільям штату Вірджинія. Населення — 22 279 осіб (2020).

## Географія
Монтклер розташований за координатами 38°36′50″ пн. ш. 77°20′30″ зх. д. / 38.61389° пн. ш. 77.34167° зх. д. (38.613800, -77.341607).  За даними Бюро перепису населення США в 2010 році переписна місцевість мала площу 16,00 км², з яких 15,56 км² — суходіл та 0,44 км² — водойми.

## Демографія
Згідно з переписом 2010 року, у переписній місцевості мешкало 19 570 осіб у 6688 домогосподарствах у складі 5467 родин. Густота населення становила 1223 особи/км².  Було 6831 помешкання (427/км²).
Расовий склад населення:
| - 67,9 % — білих - 18,4 % — чорних або афроамериканців - 5,5 % — азіатів - 0,6 % — корінних американців - 0,2 % — вихідців з тихоокеанських островів - 2,6 % — осіб інших рас |

До двох чи більше рас належало 4,8 %. Частка іспаномовних становила 9,9 % від усіх жителів.
За віковим діапазоном населення розподілялося таким чином: 27,0 % — особи молодші 18 років, 63,7 % — особи у віці 18—64 років, 9,3 % — особи у віці 65 років та старші. Медіана віку мешканця становила 38,8 року. На 100 осіб жіночої статі у переписній місцевості припадало 95,0 чоловіків;  на 100 жінок у віці від 18 років та старших — 92,1 чоловіків також старших 18 років.
Середній дохід на одне домашнє господарство  становив 139 771 долар США (медіана — 125 225), а середній дохід на одну сім'ю — 150 952 долари (медіана — 138 780). Медіана доходів становила 86 555 доларів для чоловіків та 66 232 долари для жінок. За межею бідності перебувало 1,8 % осіб, у тому числі 2,5 % дітей у віці до 18 років та 2,9 % осіб у віці 65 років та старших.
Цивільне працевлаштоване населення становило 10 456 осіб. Основні галузі зайнятості: публічна адміністрація — 21,3 %, науковці, спеціалісти, менеджери — 21,3 %, освіта, охорона здоров'я та соціальна допомога — 20,3 %.